# Relaciones Palestina-Suecia
Las relaciones entre Palestina y Suecia se refieren a las relaciones bilaterales entre el Estado de Palestina y el Reino de Suecia. El reconocimiento internacional de Palestina es limitado, llegando a ser considerado un protoestado ocasionalmente, pero Suecia reconoció a Palestina como un Estado soberano el 30 de octubre de 2014, comenzando así relaciones bilaterales oficiales. Palestina tiene una embajada en Estocolmo, que abrió en febrero de 2015.

## Historia
Suecia votó a favor del plan de las Naciones Unidas para la partición de Palestina en 1947. Folke Bernadotte, un diplomático sueco, fue mediador de las Naciones Unidas en el conflicto árabe-israelí y propuso un plan de paz antes de ser asesinado por el grupo terrorista sionista Leji, que lo acusó de favorecer a los árabes. Suecia también medió en el levantamiento por parte de Estados Unidos de la prohibición de mantener conversaciones directas con la OLP (Organización para la Liberación de Palestina).
En octubre de 2014, Suecia reconoció el Estado palestino después de que el Partido Socialdemócrata Sueco obtuviera una mayoría plural en las elecciones generales de 2014. Los palestinos y sus partidarios acogieron con agrado la decisión de Suecia, considerándola un paso significativo hacia el logro del reconocimiento internacional de Palestina, ya que Suecia se convirtió en el primer país de la Unión Europea en reconocer oficialmente a Palestina.
Durante el 2024, en el marco de la guerra Israel-Gaza y el anunciado reconocimiento de Palestina por parte del Reino de España, el Reino de Noruega y la República de Irlanda, Lucy Thaljieh, miembro del consejo de Belén (Cisjordania, Palestina), expresó que estos países debían ser conscientes que este reconocimiento debe ir seguido de acciones concretas para detener el derramamiento de sangre en Gaza, haciendo alusión a Suecia, que sigue siendo socio armamentistico de Israel.